# 仲井由希乃
仲井由希乃（日语：／ Nakai Yukino，1996年5月20日—），日本女子羽毛球運動員。東京都練馬區出生，日本橋女学館高校畢業，現為再春館製藥所羽毛球隊成員，隊員編號5號。

## 簡歷
2016年7月，仲井由希乃出戰白夜羽毛球賽，在女子單打準決賽以1比2的成績（12-21、21-12、16-21）敗給了來自土耳其的内斯里汉·伊吉特止步於4強。

## 主要比賽成績
只列出曾進入準決賽的國際賽事成績：
| 年份   | 賽事               | 公開賽級別 | 項目     | 拍檔     | 成績   |
| ------ | ------------------ | ---------- | -------- | -------- | ------ |
| 2016年 | 白夜羽毛球賽       | 國際挑戰賽 | 女子單打 | －       | 準決賽 |
| 2019年 | 白夜羽毛球賽       | 國際挑戰賽 | 女子單打 | －       | 亞軍   |
| 2019年 | 白夜羽毛球賽       | 國際挑戰賽 | 女子雙打 | 小野菜保 | 冠軍   |
| 2020年 | 奧地利羽毛球公開賽 | 國際挑戰賽 | 女子單打 | －       | 冠軍   |

| 2007-2017年 | 首要超級賽 | 超級賽 | 黃金大獎賽 | 大獎賽 | 國際挑戰賽 | 國際系列賽 | 未來系列賽 | 其他 |

| 2018-2026年 | 總決賽 | 超級1000賽 | 超級750賽 | 超級500賽 | 超級300賽 | 超級100賽 | 國際挑戰賽 | 國際系列賽 | 未來系列賽 | 其他 |